# Denis-Nicolas Foucault
Pour les articles homonymes, voir Foucault.
Denis-Nicolas Foucault fut un administrateur colonial français de la deuxième moitié du XVIIIe siècle. 

## Biographie
Il est né le 13 décembre 1723 à Québec, fils de François Foucault, garde-magasin puis écrivain et contrôleur de marine à Québec. Son père est aussi conseiller au conseil souverain et un habile négociant de la Nouvelle-France. Sa mère est Catherine Sabourin, fille d'un des marchands les plus actifs de la colonie. 
Sa carrière commence sous les ordres de son père, on le remarque en 1738 comme employé sur les listes des bureaux de la marine à Québec. Il est ensuite élève de la marine à Rochefort dans les années 1740, arsenal maritime situé à quelques kilomètres au sud du port de la Rochelle. Il participe à plusieurs campagnes maritimes sur la Gironde à l'Ile Royale en 1745, mais aussi sur huit autres navires. Cet officier de plume passe écrivain et enfin écrivain principal en 1757. 
Il est envoyé en Louisiane en 1762, alors que l'opposition entre le gouverneur de la colonie, Louis Billouart comte de Kerlerec, et Vincent Gaspard Pierre de Rochemore, paralyse la colonie. Les deux s'accusent mutuellement des maux de la colonie et chaque officier est alors, plus ou moins, obligé de prendre un camp. Le ministre rappelle, devant les lettres des habitants et des marchands de la colonie, les deux hommes et commence une instruction extra-judiciaire menée par Dupont et quatre conseillers au Châtelet. Il est nommé commissaire de marine sur proposition de Kerlerec qui écrit pourtant de lui "Il a de grandes difficultés malgré ses remarquables qualités pour tirer au clair la situation financière de la colonie. Il est incompétent devant la situation et je suis obligé malgré ma répugnance de le conseiller". Il devient par ordre du roi ordonnateur la même année. Dès l'arrivée du commissaire d'Abbadie en 1763, venu de Rochefort, il laisse sa place d'ordonnateur mais reste en Louisiane en tant que contrôleur.
Il fut compromis dans la révolte des habitants contre les Espagnols en 1768, embastillé puis nommé à Pondichéry avant d'exercer la fonction d'intendant des îles de France et de Bourbon à Port-Louis entre 1776 et 1781.
Il mourut à Tours le 3 septembre 1807.